# Делавирдин
Делавирдин (DLV) (торговая марка Rescriptor) — ненуклеозидный ингибитор обратной транскриптазы (ННИОТ), продаваемый фармацевтической компанией ViiV Healthcare. Он используется как часть антиретровирусной терапии (АРВТ) для лечения вируса иммунодефицита человека (ВИЧ) типа 1. Он представлен в виде мезилата. Рекомендуемая дозировка составляет 400 мг трижды в день.
Хотя делавирдин в 1997 году был одобрен Управлением по санитарному надзору за качеством пищевых продуктов и медикаментов, его эффективность ниже, чем у других ННИОТ, особенно эфавиренза, а также у данного препарата неудобный режим приема. Эти факторы побудили Министерство здравоохранения и социальных служб США не рекомендовать его использование в качестве части начальной терапии. Риск перекрестной резистентности к классу ННИОТ, а также сложный набор лекарственных взаимодействий делают неясным место делавирдина в терапии второго ряда и терапии спасения, и в настоящее время его редко используют. Не зарегистрирован в России.

## Взаимодействия
Как и ритонавир, делавирдин является ингибитором изофермента цитохрома P450 CYP3A4 и взаимодействует со многими лекарствами. Его не следует назначать с широким спектром препаратов, включая ампренавир, фосампренавир, симвастатин, ловастатин, рифампин, рифабутин, рифапентин, зверобой, астемизол, мидазолам, триазолам, препараты спорыньи и некоторые лекарства от кислотного рефлюкса.

## Побочные эффекты
Наиболее частым нежелательным явлением является сыпь средней и тяжелой степени, которая возникает у 20 % пациентов. Другие частые побочные эффекты включают: усталость, головную боль и тошноту. Сообщалось также о токсичности для печени.

## Синтез

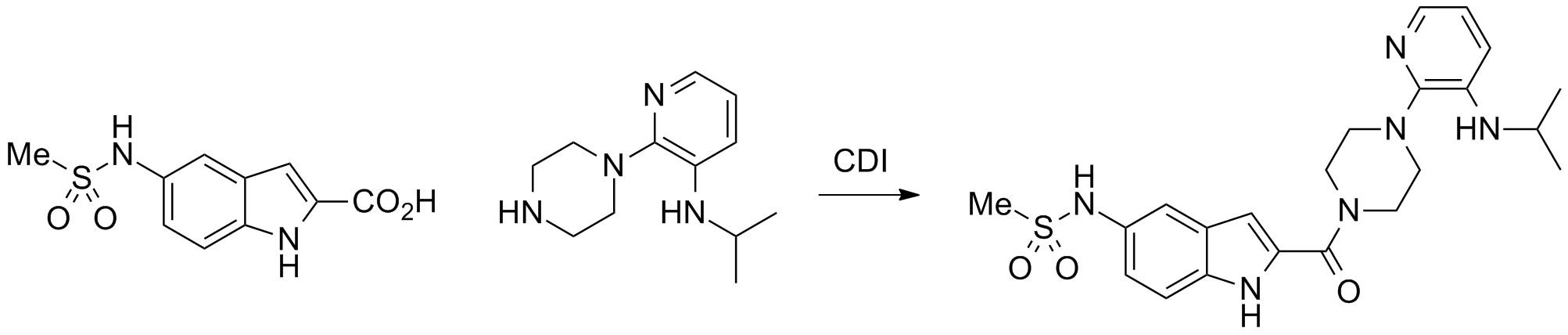
Синтез делавирдина: